# Giovanni Bassano
 (juillet 2025).
Pour les articles homonymes, voir Bassano.
Giovanni Bassano (né en 1558 et mort à Venise en 1617) est un compositeur italien de l’école vénitienne.
Cornettiste, il fut l’un des grands acteurs du développement de l’ensemble instrumental de la Basilique Saint-Marc de Venise. Il est l’auteur d’un livre qui décrit en détail la façon dont on exécutait les œuvres musicales à son époque. On ignore s’il avait un lien de parenté avec Antonio Bassano, qui le rattacherait à la grande lignée des musiciens vénitiens.

## Biographie
On ne sait rien de la vie de Bassano avant son arrivée à la Basilique Saint-Marc, sans doute en 1576, à l’âge de 18 ans. Il acquit rapidement une très solide réputation d’instrumentiste à Venise. En 1585, il avait déjà publié son Ricercate, passagi et cadentie, qui décrivait en détail la transcription des ornements des parties vocales pour l’exécution instrumentale. La même année, il fut nommé maître de musique à l’école de musique de Saint-Marc. En 1601, succédant à Girolamo Dalla Casa, il accéda au poste de directeur de l’ensemble instrumental de la Basilique Saint-Marc, qu’il allait occuper jusqu’à sa mort à l’été 1617 – on déduit la date de sa mort du fait que les postes occupés par lui furent vacants à compter de cette date.
Bassano contribua de façon déterminante au succès des œuvres d’Andrea et Giovanni Gabrieli, aussi bien en tant qu’instrumentiste qu’en tant que directeur. On tient pour très probable que Giovanni Gabrieli ait composé spécialement pour Bassano les parties de cornet les plus abouties.
En plus de son poste à la Basilique Saint-Marc, Bassano occupait plusieurs charges à Venise, dirigeant plusieurs groupes de piffari – ensembles d’instruments à vent composés de cornemuses, de flûtes à bec, trombones et autres instruments employés dans certaines paroisses (à Saint-Roch par exemple) ou pendant les fêtes.

## L'œuvre
Bassano composa des motets et des concerti ecclesiastici dans le style polychoral vénitien, ainsi que des madrigaux, des canzonette et diverses pièces instrumentales. Ses canzonette eurent du succès bien au-delà des frontières de l’Italie : en 1597 Thomas Morley en fit imprimer une traduction en anglais à Londres.
Quelques pièces instrumentales montrent un usage magistral du contrepoint, ce qui n’est pas le cas de ses compositions homophoniques de cérémonie. Ses fantasie et ricercare contiennent des permutations et des inversions rétrogrades, fait rare pour le contrepoint avant le XXe siècle.
La ressemblance que l’on remarque entre certains motets de Bassano et les premières œuvres de Heinrich Schütz, qui étudia à Venise avec Gabrieli, font supposer qu’ils se connaissaient ; la musique de Bassano ne fut probablement pas inconnue de Schütz. Quoi qu'il en soit, Schütz importa en Allemagne le style vénitien et lui donna de plus amples développements au cours de sa carrière.

## Œuvres
- Ricercate, passaggi et cadentie..., publiés à Venise en 1585, édition moderne par Richard Erig, Zürich, Musikverlag zum Pelikan, 1976
- Concerti ecclesiastici : a cinque, sei, sette, otto, & dodeci voci, publiés à Venise en 1599. Edition moderne par Richard Charteris CMM 101-2 American Institute of Musicology 2003